# Русская община Азербайджана
Русская община Азербайджана была создана 5 мая 1993 года. Насчитывает около 120 тыс. членов. Председателем является член Правления Международного совета российских соотечественников, депутат Милли меджлиса Азербайджана Забелин Михаил Юрьевич.
Имеет республиканский статус.
Объединяет представителей русской национальности, проживающих в Азербайджане.
Является самой большой русской общиной на Южном Кавказе.

## Структура
В общине образовано 15 комиссий, работающих с гражданами по различным направлениям. Создан Центр русской культуры. Также создан Российский университет, одним из учредителей которого является РОА (Русская община Азербайджана), детский спортивно-оздоровительный лагерь, газета.
Деятельность общины охватывает практически все районы республики. Имеет 12 районных организаций в г. Баку и 48 районных и городских отделений по всему Азербайджану.
В состав общины входят:
Республиканский Совет РОА (Русской общины Азербайджана) — 25 человек 

Комиссии: организационная, по экономической программе, по гражданству и миграции, по народному образованию, по социальным вопросам и благотворительности, по защите прав граждан, по вопросам религии, по связям с зарубежными общинами, по связям с политическими партиями и общественными движениями, по делам ветеранов войны и Вооруженных сил, Совета старейшин, Центр русской культуры, молодёжный клуб «Садко», клуб деловых людей, газета «Вестник», пресс-служба.
Характер членства в общине: допускается как фиксированное, так и нефиксированное членство. Членами общины могут быть физические лица, независимо от их национальной принадлежности, объединения граждан, а также коллективы предприятий, учреждений, организаций, полностью разделяющие цели и задачи, заинтересованные в эффективном осуществлении возложенных на общину задач.
Печатные органы Общины: газета «Вестник», зарегистрирована 20 апреля 1994 года в Министерстве печати и информации Азербайджанской Республики, регистрационный No 163. Издавалась один раз в неделю тиражом 5000 экземпляров, объёмом 16 страниц с 27 января 1995 года по 20 декабря 1998 года. Распространялась в городах и районах республики. В настоящее время газета не выходит из-за отсутствия финансовых средств.
Действует Русский дом в Баку. При Русском доме действует литературный клуб.
Действует Ассоциация русскоязычных учебных заведений Азербайджана.

## Деятельность
Целью общины является объединение российских соотечественников Азербайджана, сохранение и распространение русского языка, культуры и традиций.    

Русская община является учредителем Азербайджано-Российского образовательного центра, на базе которого в 1996 году был создан Бакинский филиал Московского государственного открытого университета имени В. С. Черномырдина. В нём обучалось более 900 студентов. В 2010 году Московский международный открытый университет был закрыт.
Поддерживаются создание русскоязычных школ. Существует базовая общеобразовательная школа № 145 с обучением на русском языке с русским этнокультурным компонентом. С 1990 по 2015 год директором школы являлся активный деятель Общины, член Республиканского совета, председатель комиссии по образованию Николай Зиновьевич Васильченко. Школа является ассоциированной школой Москвы.

## Благотворительность
Россотрудничество в Баку проводило акцию «Помоги детям собраться в школу». На сентябрь 2024 года проведено 4 акции. В 2024 году акция проведена в Баку, Гяндже, Хачмазе, Сумгаите, Ленкорани, Саатлы, Сабирабаде, Гусаре, селе Ивановка Исмаиллинского района.